# Ozarba binorbis
Ozarba binorbis là một loài bướm đêm trong họ Noctuidae.